# 七尾晶一朗
七尾 晶一朗（ななお しょういちろう、1936年8月18日 - 1998年10月）は、日本の政治家。富山県氷見市長（2期）。

## 来歴
富山県出身。明治大学商学部卒。氷見市議会議員、富山県議会議員を経て、1990年氷見市長選挙に立候補し、現職を破って初当選する。1994年無投票で再選。市長は1998年まで務めた。同年10月に死去した。

## 栄典
- 1996年 - 藍綬褒章